# Correo Argentino
Correo Argentino (укр. Пошта Аргентини) — національний оператор поштового зв'язку Аргентини зі штаб-квартирою в Буенос-Айресі. Є державним підприємством та підпорядковується уряду Аргентини. Член Всесвітнього поштового союзу.